# Angelina Mihajlova
Angelina Trifonova Mihajlova (in bulgaro Ангелина Трифонова Михайлова?; Plovdiv, 9 giugno 1960) è un'ex cestista bulgara.

## Carriera
Con la Bulgaria ha disputato i Giochi olimpici di Mosca 1980 e due edizioni dei Campionati europei (1980, 1981).